# بوستییو د لا بگا
بوستییو د لا بگا (به اسپانیایی: Bustillo de la Vega) یک شهرستان در اسپانیا است که در استان پالنسیا واقع شده‌است.

## خصوصیات
بوستییو د لا بگا ۱۸ کیلومترمربع مساحت و ۳۶۳ نفر جمعیت دارد.